# Обрубы (Псковская область)
Обрубы — деревня в Шиковской волости Островского района Псковской области.

## География
Расположена в 42 км к востоку от города Острова и в 7 км к юго-западу от волостного центра, деревни Шики.

## Население
| 2001 | 2002 | 2010 |
| ---- | ---- | ---- |
| 0    | →0   | →0   |

Постоянное население по состоянию на 2000 год в деревне отсутствовало.